# Epomis
Epomis là một phân chi bọ chân chạy (Carabidae) thuộc chi Chlaenius. Ấu trùng của phân chi này đáng chú ý là động vật ăn thịt đảo ngược vai trò bắt buộc. Động vật lưỡng cư như ếch thường là loài săn mồi của bọ cánh cứng, tuy nhiên ấu trùng Epomis chỉ ăn động vật lưỡng cư.

## Mô tả
Bọ cánh cứng Epomis thường có màu xanh kim loại hoặc màu xanh lá cây, với viền màu vàng cam nổi bật trên elytra và chủ yếu là chân và râu màu vàng. Chúng có chiều dài 15 bước 26 mm . Chúng có thể được phân biệt với chi Chlaenius có liên quan chặt chẽ với nhau (ngắn hơn ba lần chiều rộng) và xúc tu miệng hình tam giác.

## Các loài
Có 28 loài được ghi nhận phân chi này:
- Chlaenius alluaudi Fairmaire, 1901  (Madagascar)
- Chlaenius amarae Andrewes, 1920  (Southwest Asia)
- Chlaenius barkeri Csiki, 1931
- Chlaenius bocandei (LaFerté-Sénectère, 1852)  (Africa)
- Chlaenius circumscriptus (Duftschmid, 1812)  (Europe, Africa, Asia)
- Chlaenius croesus (Fabricius, 1801)  (Africa)
- Chlaenius croyi Kirschenhofer, 2003  (Africa)
- Chlaenius daressalaami Jedlicka, 1957  (Tanzania)
- Chlaenius dejeanii (Dejean, 1831)  (Europe)
- Chlaenius deplanatus (LaFerté-Sénectère, 1851)  (Africa)
- Chlaenius duvaucelii (Dejean, 1831)  (India)
- Chlaenius elisabethanus Burgeon, 1935  (Africa)
- Chlaenius elongatus (Klug, 1833)  (Madagascar)
- Chlaenius fimbriatus (Klug, 1833)  (Madagascar)
- Chlaenius immunitus Murray, 1858  (Africa)
- Chlaenius jordani (Basilewsky, 1955)  (Tanzania)
- Chlaenius kenyerii Kirschenhofer, 2003  (China)
- Chlaenius lastii Bates, 1886  (Africa)
- Chlaenius latreillei (LaFerté-Sénectère, 1852)  (Africa)
- Chlaenius loveridgei (Basilewsky, 1951)  (Tanzania)
- Chlaenius nigricans Wiedemann, 1821  (South and East Asia)
- Chlaenius nossibianus Facchini, 2011  (Madagascar)
- Chlaenius protensus Chaudoir, 1876  (Africa)
- Chlaenius rhodesianus Péringuey, 1898  (Africa)
- Chlaenius simba Alluaud, 1929  (Africa)
- Chlaenius tschitscherini Jedlicka, 1952
- Chlaenius vientianensis Kirschenhofer, 2009  (Laos)
- Chlaenius violaceipennis Chaudoir, 1876  (Africa)